# Coleophora albarracinica
Coleophora albarracinica là một loài bướm đêm thuộc họ Coleophoridae. Nó được tìm thấy ở Tây Ban Nha.